# .rw
.rw je vrhovna internetska domena (country code top-level domain - ccTLD) za Ruandu. Domenom upravlja NIC Congo.

## Vanjske poveznice
- IANA .rw whois informacija  Arhivirana inačica izvorne stranice od 12. listopada 2008. (Wayback Machine)